# Crystal Lake (Florida)
Crystal Lake es un lugar designado por el censo ubicado en el condado de Polk en el estado estadounidense de Florida. En el Censo de 2010 tenía una población de 5.514 habitantes y una densidad poblacional de 774,45 personas por km².

## Geografía
Crystal Lake se encuentra ubicado en las coordenadas 28°2′9″N 81°53′59″O / 28.03583, -81.89972. Según la Oficina del Censo de los Estados Unidos, Crystal Lake tiene una superficie total de 7.12 km², de la cual 6.5 km² corresponden a tierra firme y (8.73%) 0.62 km² es agua.

## Demografía
Según el censo de 2010, había 5.514 personas residiendo en Crystal Lake. La densidad de población era de 774,45 hab./km². De los 5.514 habitantes, Crystal Lake estaba compuesto por el 64.85% blancos, el 22.4% eran afroamericanos, el 0.34% eran amerindios, el 1.16% eran asiáticos, el 0.22% eran isleños del Pacífico, el 6.6% eran de otras razas y el 4.43% pertenecían a dos o más razas. Del total de la población el 18.32% eran hispanos o latinos de cualquier raza.